# Звонки (Тверская область)
Звонки — деревня в Торопецком районе Тверской области. Входит в состав Скворцовского сельского поселения.

## География
Деревня расположена на расстоянии 3 км к северо-востоку от деревни Скворцово и в 22 км к западу от города Торопец. Рядом проходит железная дорога Бологое — Великие Луки. Ближайший населённый пункт — деревня Бор.

## История
На карте РККА 1923—1941 годов обозначена деревня Звонки. Имела 14 дворов.

## Население
| 2010 |
| ---- |
| 8    |

В 2002 году в деревне проживало 15 человек.
Национальный состав
Согласно результатам переписи 2002 года, в национальной структуре населения русские составляли 100 % от жителей.